# ブレイク・ウッド
ブレイク・ダニエル・ウッド（Blake Daniel Wood, 1985年8月8日 - ）は、アメリカ合衆国ジョージア州アトランタ出身のプロ野球選手（投手）。右投右打。現在は、フリーエージェント（FA）。

## 経歴

### プロ入りとロイヤルズ時代
2006年、MLBドラフト6巡目（全体77位）でカンザスシティ・ロイヤルズから指名され、6月22日に契約。契約後、傘下のパイオニアリーグのルーキー級アイダホフォールズ・チュカーズでプロデビュー。12試合に先発登板して3勝1敗、防御率4.50、46奪三振を記録した。
2007年はまずルーキー級アリゾナリーグ・ロイヤルズで4試合に先発登板し、7月にA級バーリントン・ビーズへ昇格。7試合に先発登板して2勝1敗、防御率3.03、26奪三振を記録した。8月にA+級ウィルミントン・ブルーロックスへ昇格。2試合に先発登板して0勝1敗、防御率4.66、11奪三振を記録した。
2008年はまずA+級ウィルミントンでプレーし、10試合に先発登板して3勝2敗、防御率2.67、63奪三振の成績を残した。5月にAA級ノースウエストアーカンソー・ナチュラルズへ昇格。18試合に先発登板して5勝7敗、防御率5.30、76奪三振を記録した。
2009年はAA級ノースウエストアーカンソーとルーキー級アリゾナリーグでプレー。AA級ノースウエストアーカンソーでは17試合（先発13試合）に登板して2勝8敗、防御率5.83、49奪三振を記録した。オフの11月20日にロイヤルズとメジャー契約を結び、40人枠入りを果たした。
2010年3月31日にAAA級オマハ・ロイヤルズへ異動し、そのまま開幕を迎えた。5月12日にメジャーへ昇格し、同日のクリーブランド・インディアンス戦でメジャーデビュー。4点ビハインドの7回表から登板し、1回を1安打無失点1奪三振に抑えた。8月には腰の故障で離脱したものの、この年はリリーフに定着。51試合に登板して1勝3敗、防御率5.07、31奪三振を記録した。
2011年2月22日にロイヤルズと1年契約に合意。3月21日にAAA級オマハ・ストームチェイサーズへ異動し、そのまま開幕を迎えた。AAA級オマハでは3試合（計5回）に登板し、防御率0.00と好投。4月14日にメジャーへ昇格した。この年は55試合に登板して5勝3敗1セーブ、防御率3.75、62奪三振を記録した。
2012年2月10日にロイヤルズと1年契約に合意。4月4日に右肘の故障で15日間の故障者リスト入りした。5月22日に60日間の故障者リストへ異動し、トミー・ジョン手術を受け、シーズンを全休した。

### インディアンス時代
2012年11月2日にウェイバー公示を経てインディアンスへ移籍した。11月29日にインディアンスと1年契約に合意した。
2013年3月11日に前年の手術の影響で60日間の故障者リスト入りした。7月14日に故障者リストから外れ、AAA級コロンバス・クリッパーズへ降格。登録枠が拡大した9月1日にメジャーへ昇格した。この年は2試合に登板して防御率0.00だった。オフの12月2日にインディアンスと1年契約に合意した。
2014年は開幕ロースター入りし、開幕後は7試合に登板したが、防御率7.11と結果を残せず、4月21日にAAA級コロンバスへ降格した。その後はAAA級コロンバスでプレーしていたが、5月27日にDFAとなった。

### ロイヤルズ傘下時代
その後、6月2日にウェイバー公示を経てロイヤルズに復帰して40人枠入りしたが、9日にマイナー・オプションでAAA級オマハに配属。同年9月1日に再びDFAとなり、11日に40人枠を外れてそのままAAA級オマハに降格、翌12日にAA級ノースウエストアーカンソーに配属された。9月29日にFAとなった。

### パイレーツ傘下時代
2014年11月18日にピッツバーグ・パイレーツとマイナー契約を結び、2015年のスプリングトレーニングに招待選手として参加したが、メジャー昇格はならず。2015年は傘下のAAA級インディアナポリス・インディアンズでプレーし、インターナショナルリーグ最多の29セーブを挙げた。オフの11月6日にFAとなった。

### レッズ時代
2015年11月20日にシンシナティ・レッズと1年契約を結んだ。
2016年、2年ぶりにメジャーの舞台に復帰すると、リリーフ陣の主力の1人としてフル起用され、70試合に登板。6勝5敗1セーブ、防御率3.99、WHIP1.44、76.2イニングで81三振を奪って奪三振率9.5という成績を残し、一定の復活を果たした。
2017年8月23日にDFAとなった。

### エンゼルス時代
2017年8月25日にウェイバー公示を経てロサンゼルス・エンゼルスへ移籍した。この年は2チーム合計で自己最多の72試合に登板したが、防御率5.45、WHIP1.57と前年から大幅に成績を落としてしまった。
2018年は13試合に登板後に2度目のトミー・ジョン手術を受けることになり、5月下旬以降は全休した。オフの10月29日にFAとなった。

## 詳細情報

### 年度別投手成績
| 年 度    | 球 団    | 登 板 | 先 発 | 完 投 | 完 封 | 無 四 球 | 勝 利 | 敗 戦 | セ 丨 ブ | ホ 丨 ル ド | 勝 率 | 打 者 | 投 球 回 | 被 安 打 | 被 本 塁 打 | 与 四 球 | 敬 遠 | 与 死 球 | 奪 三 振 | 暴 投 | ボ 丨 ク | 失 点 | 自 責 点 | 防 御 率 | W H I P |
| -------- | -------- | ----- | ----- | ----- | ----- | -------- | ----- | ----- | -------- | ----------- | ----- | ----- | -------- | -------- | ----------- | -------- | ----- | -------- | -------- | ----- | -------- | ----- | -------- | -------- | ------- |
| 2010     | KC       | 51    | 0     | 0     | 0     | 0        | 1     | 3     | 0        | 15          | .250  | 220   | 49.2     | 54       | 6           | 22       | 5     | 1        | 31       | 3     | 0        | 29    | 28       | 5.07     | 1.53    |
| 2011     | KC       | 55    | 0     | 0     | 0     | 0        | 5     | 3     | 1        | 5           | .625  | 303   | 69.2     | 66       | 5           | 32       | 7     | 3        | 62       | 2     | 0        | 30    | 29       | 3.75     | 1.41    |
| 2013     | CLE      | 2     | 0     | 0     | 0     | 0        | 0     | 0     | 0        | 0           | ----  | 8     | 1.1      | 1        | 0           | 3        | 0     | 0        | 1        | 0     | 0        | 0     | 0        | 0.00     | 3.00    |
| 2014     | CLE      | 7     | 0     | 0     | 0     | 0        | 0     | 1     | 0        | 0           | .000  | 30    | 6.1      | 4        | 0           | 7        | 2     | 1        | 7        | 0     | 0        | 5     | 5        | 7.11     | 1.74    |
| 2016     | CIN      | 70    | 0     | 0     | 0     | 0        | 6     | 5     | 1        | 15          | .545  | 330   | 76.2     | 72       | 9           | 38       | 3     | 2        | 81       | 8     | 0        | 38    | 34       | 3.99     | 1.44    |
| 2017     | CIN      | 55    | 0     | 0     | 0     | 0        | 1     | 4     | 0        | 3           | .200  | 259   | 57.1     | 64       | 5           | 36       | 5     | 1        | 29       | 6     | 2        | 40    | 36       | 5.65     | 1.62    |
| 2017     | LAA      | 17    | 0     | 0     | 0     | 0        | 2     | 0     | 0        | 1           | 1.000 | 73    | 17.0     | 20       | 3           | 4        | 1     | 0        | 22       | 1     | 0        | 9     | 9        | 4.76     | 1.41    |
| '17計    | LAA      | 72    | 0     | 0     | 0     | 0        | 3     | 4     | 0        | 4           | .429  | 332   | 74.1     | 84       | 8           | 33       | 2     | 1        | 84       | 7     | 2        | 49    | 45       | 5.45     | 1.57    |
| 2018     | LAA      | 13    | 0     | 0     | 0     | 0        | 1     | 0     | 0        | 4           | 1.000 | 47    | 11.2     | 8        | 1           | 7        | 2     | 1        | 10       | 0     | 0        | 3     | 3        | 2.31     | 1.29    |
| MLB：7年 | MLB：7年 | 270   | 0     | 0     | 0     | 0        | 16    | 16    | 2        | 43          | .500  | 1270  | 289.2    | 289      | 29          | 142      | 21    | 9        | 276      | 20    | 2        | 154   | 144      | 4.47     | 1.49    |

- 2018年度シーズン終了時

### 背番号
- 38（2010年 - 2011年）
- 49（2013年 - 2014年）
- 36（2016年 - 2017年8月22日）
- 46（2017年8月26日 - 2018年）